# Ongoudaï
Ongoudaï (en russe : Онгудай) est un grand village de la république de l'Altaï (fédération de Russie) qui est le chef-lieu administratif du raïon d'Ongoudaï et de la commune rurale du même nom. Sa population comptait 5 950 habitants en 2023.

## Géographie

### Situation
Ongoudaï se trouve sur les bords de la rivière Oursoul dans la steppe d'Oursoul, à 130 km au sud-est de Gorno-Altaïsk, capitale de la république de l'Altaï. Il est à proximité de l'autoroute M52 qui va de Novossibirsk en Mongolie. Le col de la Séma (presque 1 900 mètres d'altitude) est situé à 50 km au nord du village.
Les monts de la Terekta se trouvent au sud-ouest d'Ongoudaï.

### Localités limitrophes
Le village le plus proche est Chachikman à 6 km au nord-ouest, tandis qu'Oulita à 7 km au sud-est.
| Chachikman |          |        |
|            | Ongoudaï |        |
|            |          | Oulita |

### Climat
| Mois                                | jan.  | fév.  | mars  | avril | mai   | juin | jui. | août | sep. | oct.  | nov.  | déc.  | année |
| ----------------------------------- | ----- | ----- | ----- | ----- | ----- | ---- | ---- | ---- | ---- | ----- | ----- | ----- | ----- |
| Température minimale moyenne (°C)   | −24,7 | −22,3 | −13,2 | −3,8  | 2,6   | 7,7  | 10   | 7,3  | 1,6  | −4,8  | −15,1 | −22,8 | −6,5  |
| Température moyenne (°C)            | −19,5 | −15,9 | −6    | 3,9   | 10,4  | 15,2 | 16,9 | 14,2 | 8,8  | 1,1   | −9,8  | −17,8 | 0,1   |
| Température maximale moyenne (°C)   | −14,1 | −9,2  | 1     | 11,2  | 17,7  | 22,6 | 24,1 | 21,8 | 16,7 | 7,6   | −4,5  | −13   | 6,8   |
| Record de froid (°C)                | −43,9 | −38   | −33,9 | −22,8 | −10,2 | −2,8 | 1    | −2,8 | −10  | −26,2 | −41   | −43,9 | −43,9 |
| Record de chaleur (°C)              | 10    | 8,6   | 24,6  | 26    | 32    | 34   | 39,7 | 35,8 | 32,2 | 26,1  | 14,5  | 14    | 39,7  |
| Précipitations (mm)                 | 11,5  | 6,6   | 25,8  | 45,4  | 83,6  | 81,8 | 76,7 | 58,5 | 53,6 | 42,5  | 23,3  | 33,8  | 543,1 |
| Nombre de jours avec précipitations | 3,2   | 2,7   | 2,1   | 4,1   | 6,1   | 7,4  | 7,8  | 7,2  | 5,5  | 4,5   | 3,1   | 3,3   | 56,9  |

| Diagramme climatique                                  |              |            |              |             |             |            |             |             |             |               |              |
| J                                                     | F            | M          | A            | M           | J           | J          | A           | S           | O           | N             | D            |
| −14,1−24,711,5                                        | −9,2−22,36,6 | 1−13,225,8 | 11,2−3,845,4 | 17,72,683,6 | 22,67,781,8 | 24,11076,7 | 21,87,358,5 | 16,71,653,6 | 7,6−4,842,5 | −4,5−15,123,3 | −13−22,833,8 |
| Moyennes : • Temp. maxi et mini °C • Précipitation mm |              |            |              |             |             |            |             |             |             |               |              |

## Histoire

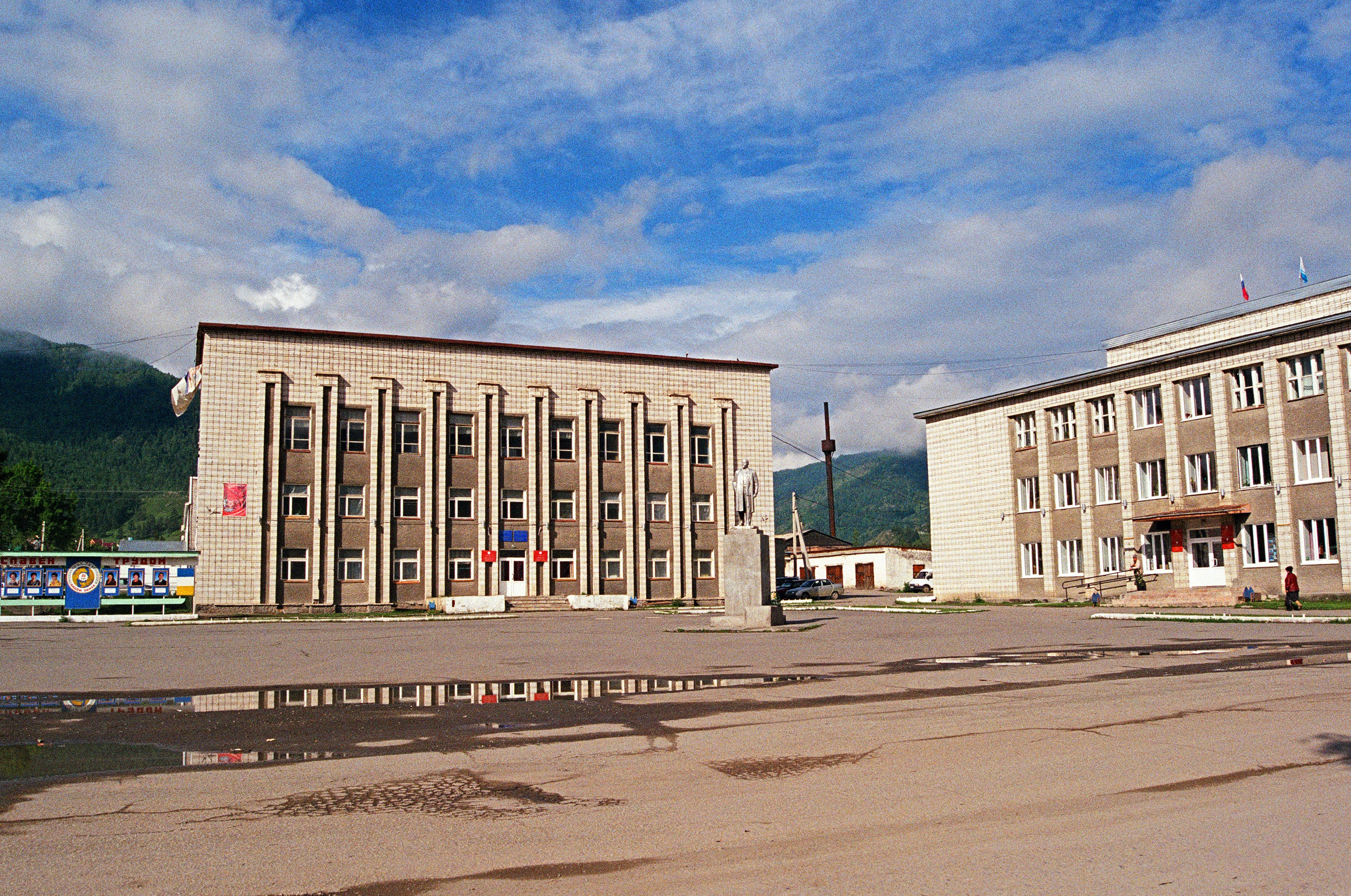
Place Lénine d'Ongoudaï.

Le village a été fondé en 1626, faisant d'Ongoudaï l'un des plus vieux villages de la république toujours habité. Les missions orthodoxes russes y fondent un poste missionnaire en 1856-1857. La première école du village ouvre en 1860. Elle s'installe dans un nouveau bâtiment en propre en 1881. L'église de l'Assomption est consacrée en 1881 et l'église Saint-Innocent-d'Irkoutsk en 1908. Le village compte 800 habitants en 1910.

## Démographie
Recensements (*) et estimations de la population,,:
| 1859 | 1882 | 1889 | 1893 | 1897* | 1910  |
| ---- | ---- | ---- | ---- | ----- | ----- |
| 38   | 242  | 344  | 460  | 522   | 1 692 |

| 1926* | 1939* | 1959* | 1970* | 1979* | 1989* |
| ----- | ----- | ----- | ----- | ----- | ----- |
| 1 506 | 3 230 | 3 328 | 3 737 | 4 472 | 5 399 |

| 2002* | 2010* | 2012  | 2013  | 2014  | 2015  |
| ----- | ----- | ----- | ----- | ----- | ----- |
| 5 376 | 5 655 | 5 590 | 5 534 | 5 525 | 5 526 |

| 2016  | 2017  | 2018  | 2019  | 2020  | 2021* |
| ----- | ----- | ----- | ----- | ----- | ----- |
| 5 586 | 5 642 | 5 721 | 5 739 | 5 767 | 5 786 |

| 2023  | - | - | - | - | - |
| ----- | - | - | - | - | - |
| 5 950 | - | - | - | - | - |